# Brevipalpus acutangliae
Brevipalpus acutangliae är en spindeldjursart som beskrevs av De Leon 1965. Brevipalpus acutangliae ingår i släktet Brevipalpus och familjen Tenuipalpidae. Inga underarter finns listade.